# Dubăsari
Dubăsari (in russo Дубоссары?, Dubossary) è una città della Moldavia controllata dalla autoproclamata repubblica di Transnistria. È il capoluogo del distretto omonimo con 22.800 abitanti al censimento 2019

## Storia
La città è una delle più antiche della Moldavia; scavi archeologici hanno messo in luce artefatti dell'età della pietra e diversi Kurgan. La prima menzione in un documento ufficiale risale al XVI secolo, nel 1792 divenne parte dell'Impero Russo e ottenne lo status di città tre anni dopo.
Nel periodo tra le due guerre mondiali la città subì un pesante processo di industrializzazione e venne occupata durante il secondo conflitto mondiale prima dalle truppe rumene-tedesche e in seguito dall'armata rossa.
Tra il 1951 e il 1954 venne costruita una diga con la relativa centrale idroelettrica da 48Mw
La città e il territorio circostante furono il maggior teatro degli scontri nella Guerra di Transnistria che influì negativamente sull'economia della zona.

## Società

### Evoluzione demografica
Secondo il censimento del 1989, l'ultimo effettuato dell'Unione Sovietica, la città aveva 35.806 abitanti, di cui 15.414 moldavi, 10.718 ucraini e 8.087 russi. Nel censimento 2004 i moldavi sono 8.954, gli ucraini 8.062 e i russi 5.891.

## Amministrazione
La città è gemellata con:
- Tighina